# Semih Kaplanoğlu
Semih Kaplanoğlu, född 4 april 1963 i Izmir, är en turkisk filmregissör, producent och manusförfattare. År 2010 belönades hans film Honung med Guldbjörnen.

## Filmografi (i urval)
- 2001 – Herkes Kendi Evinde
- 2005 – Meleğin Düşüşü
- 2007 – Yumurta
- 2008 – Süt
- 2010 – Honung (Bal)
- 2017 – Buğday
- 2019 – Bağlılık Aslı
- 2021 – Bağlılık Hasan